# The Party Album
The Party Album är det första studioalbumet av den nederländska popgruppen Vengaboys, utgivet 1998. Samma år släpptes även en nyutgåva med namnet Greatest Hits! Part 1, vars låtlista hade uppdaterats med bland annat singlarna "Boom, Boom, Boom, Boom!!" och "We're Going to Ibiza".
Albumet nådde internationella listframgångar och topp-10 i sex olika länder.

## Mottagande
William Cooper på Allmusic betygsatte albumet 4/5.

## Låtlista
| 1.  | Up & Down (More Airplay)    | Danski, DJ Delmundo              | 3:58 |
| 2.  | To Brazil (Medium Radio)    | Ary Barroso, Danski, DJ Delmundo | 3:20 |
| 3.  | Parada de Tettas            | Danski, DJ Delmundo              | 4:02 |
| 4.  | 24 Hours                    | Danski, DJ Delmundo              | 6:39 |
| 5.  | We Like to Party!           | Danski, DJ Delmundo              | 4:04 |
| 6.  | Funky Speed                 | Danski, DJ Delmundo              | 4:05 |
| 7.  | Cookies                     | H.W.A. Schippers                 | 4:50 |
| 8.  | I Like the Music Pumpin'    | Schippers                        | 7:00 |
| 9.  | Get Down                    | Pronti & Kalmani                 | 5:30 |
| 10. | I Love What Y'r Doing to Me | Pronti & Kalmani                 | 4:09 |
| 11. | You And Me                  | Aircheck                         | 5:25 |
| 12. | All Night Passion           | Aircheck                         | 3:41 |
| 13. | Better World                | Aircheck                         | 5:00 |
| 14. | PDT RMX*                    |                                  | 3:59 |

* En remix av tredje spåret, "Parada de Tettas"
| 1.  | We Like to Party!         | Danski, DJ Delmundo                                  | 3:42 |
| 2.  | Boom, Boom, Boom, Boom!!  | Danski, DJ Delmundo                                  | 3:22 |
| 3.  | Ho Ho Vengaboys           | Pronti & Kalmani                                     | 3:40 |
| 4.  | Up & Down                 | Danski, DJ Delmundo                                  | 4:03 |
| 5.  | We're Going to Ibiza      | Geraint Hughes, Jeffrey Calvert, Danski, DJ Delmundo | 3:09 |
| 6.  | Parada de Tettas          | Danski, DJ Delmundo                                  | 4:04 |
| 7.  | To Brazil! (Medium Radio) | Jorge Lima Menezes, Ary Barroso, Danski, DJ Delmundo | 3:06 |
| 8.  | Movin' Around             | Pronti & Kalmani                                     | 3:48 |
| 9.  | Overwhelm Yourself        | Danski, DJ Delmundo                                  | 4:26 |
| 10. | You and Me                | Aircheck                                             | 5:24 |
| 11. | The Vengabeat             | Danski, DJ Delmundo                                  | 4:09 |
| 12. | Paradise...               | Danski, DJ Delmundo                                  | 7:06 |
| 13. | Superfly Slick Dick       | Danski, DJ Delmundo                                  | 5:20 |
| 14. | All Night Passion         | Aircheck                                             | 3:42 |
| 15. | 24 Hours                  | Danski, DJ Delmundo                                  | 6:39 |
| 16. | To the Rhythm             | Aircheck                                             | 6:15 |

## Listplaceringar
| Lista (1998–99)                          | Högsta position |
| ---------------------------------------- | --------------- |
| Australien (ARIA Charts)                 | 4               |
| Belgien (Ultratop Flandern)              | 11              |
| Finland (Finlands officiella lista)      | 9               |
| Frankrike (SNEP)                         | 22              |
| Kanada (Canadian Albums Chart)           | 5               |
| Nederländerna (Megacharts)               | 4               |
| Norge (VG-lista)                         | 6               |
| Nya Zeeland (RIANZ)                      | 5               |
| Schweiz (Swiss Music Charts)             | 26              |
| Sverige (Sverigetopplistan)              | 14              |
| Storbritannien (Official Charts Company) | 6               |
| Tyskland (Media Control Charts)          | 18              |
| USA Billboard 200                        | 86              |